# Adrastadarã salanes
adrastadarã salanes (em grego: ἀδρασταδάραν σαλάνης; romaniz.: adrastadáran salánes), segundo Procópio de Cesareia, mas também citado em persa médio como artēštārān sālār (lit. "chefe dos guerreiros"), foi alto título sassânida. A primeira referência a ele aparece no Livro de Senhores (Xwadāy-nāmag) em conexão com Mir-Narses, o framadar de Isdigerdes I (r. 399–420). Ele tinha três filhos, dos quais o mais velho era hērbedān hērbed (sacerdote chefe), o segundo era coletor de impostos como wāst(a)ryōšān sālār (chefe dos cultivadores) e o terceiro era comandante-em-chefe do exército como título de adrastadarã salanes. Segundo o historiador árabe Atabari, adrastadarã salanes era superior ao aspabedes e inferior ao argapetes, que era reservado aos membros da realeza.
Segundo W. Sundermann, os títulos de wāst(a)ryōšān sālār e adrastadarã salanes remontam a designação avésticas das classes sociais (vāstryō fšuyant "criador de gado", raθaēštā "guerreiro"). Estes ofícios parecem ter sido cunhados juntos e então instituídos por Mir-Narses. Segundo o testemunho de Procópio nas primeiras décadas do século VI, o título era conferido a um "generalíssimo investido com poderes muito excepcionais". Segundo o autor, o ofício foi retido pela primeira e última vez por Seoses. O Livro dos Feitos de Artaxes, Filho de Pabeco (Kārnāmag ī Ardašīr ī Pābagān), contudo, data o ofício no reinado de Artaxes I (r. 226–241), mas isso pode apenas significar que seu autor ou revisor tardio ou pós-sassânida conhecia o termo.